# Єдиненське сільське поселення
Єдине́нське сільське поселення (рос. Единенское сельское поселение) — сільське поселення у складі Олов'яннинського району Забайкальського краю Росії.
Адміністративний центр — село Єдиненіє.

## Історія
Станом на 2002 рік існували Єдиненський сільський округ (села Єдиненіє, Зоря, Караксар) та Верхньошаранайський сільський округ (села Верхній Шаранай, Середній Шаранай).

## Населення
Населення сільського поселення становить 791 особа (2019; 1042 у 2010, 1421 у 2002).

## Склад
До складу сільського поселення входять:
| Населений пункт        | Населення, осіб (2002) | Населення, осіб (2010) |
| ---------------------- | ---------------------- | ---------------------- |
| Верхній Шаранай, село  | 494                    | 348                    |
| Єдиненіє, село         | 621                    | 480                    |
| Зоря, село             | 129                    | 76                     |
| Караксар, село         | 173                    | 137                    |
| Середній Шаранай, село | 4                      | 1                      |